# St. Georg (Lübeck-Travemünde)

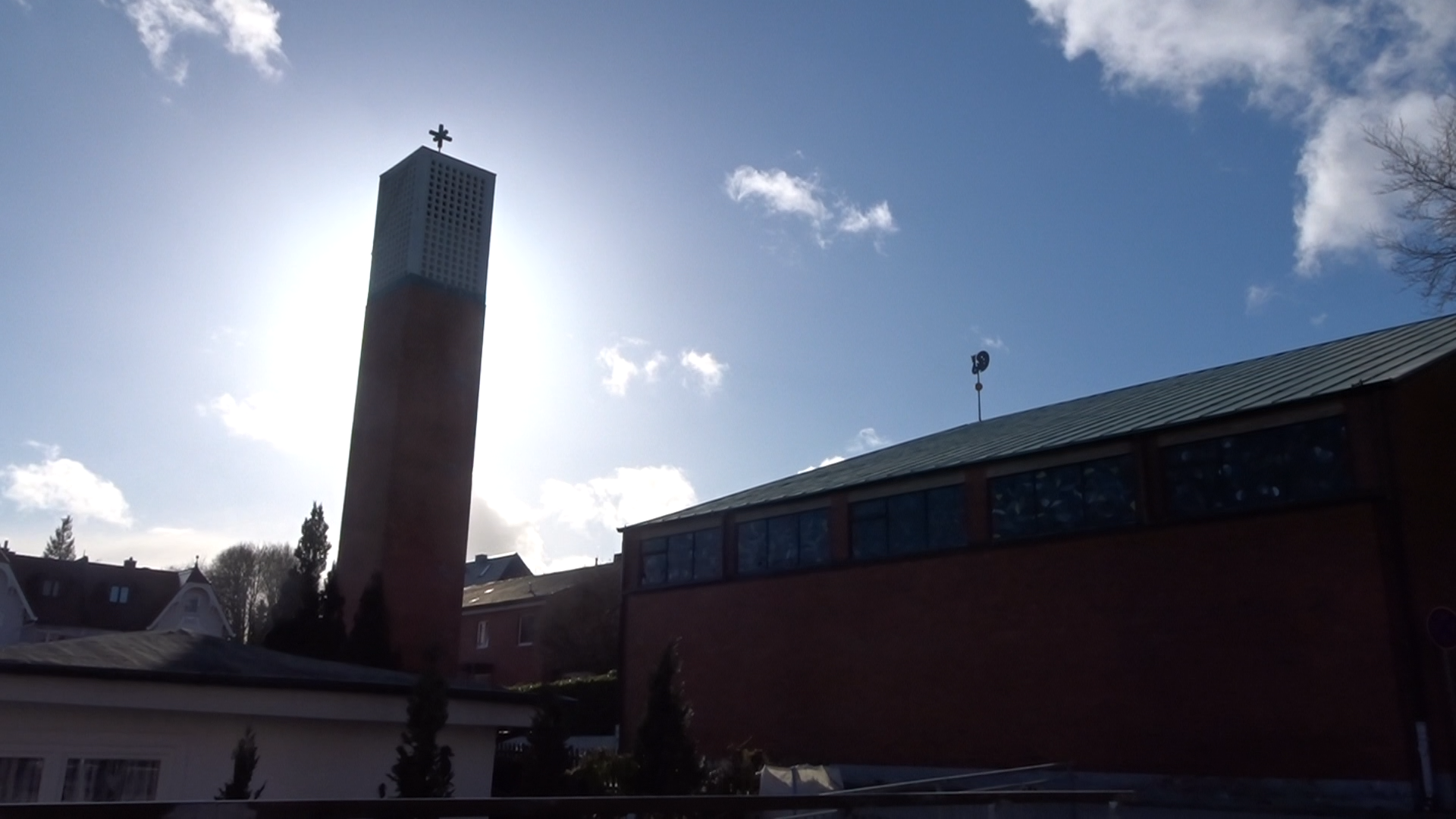
St. Georg

Die St.-Georg-Kirche ist ein römisch-katholisches Kirchengebäude in Travemünde, einem Ortsteil der Hansestadt Lübeck.

## Geschichte
Am 23. Mai 1963 wurde die Kirche in einem Gottesdienst von Bischof Johannes von Rudloff feierlich geweiht. Geplant wurde das Gebäude von dem Architekten Paul Jansen aus Lübeck. Das Portal aus Kupfer wurde von Heinz Neumann gestaltet.
Während der Sommersaison können besonders viele Kurgäste in der Kirche Platz finden aufgrund der Besonderheit, dass sich im Gebäudeinneren eine nach oben und unten verschiebbare Glaswand befindet. Nach der Saison kann die Kirche in eine kleine und eine größere Winterkirche unterteilt werden.
Seit 2005 war die Gemeinde mit St. Joseph (Lübeck-Kücknitz) vereinigt; seit 2017 gehört St. Georg zur vereinigten Lübecker Pfarrei Zu den Lübecker Märtyrern.

## Orgel

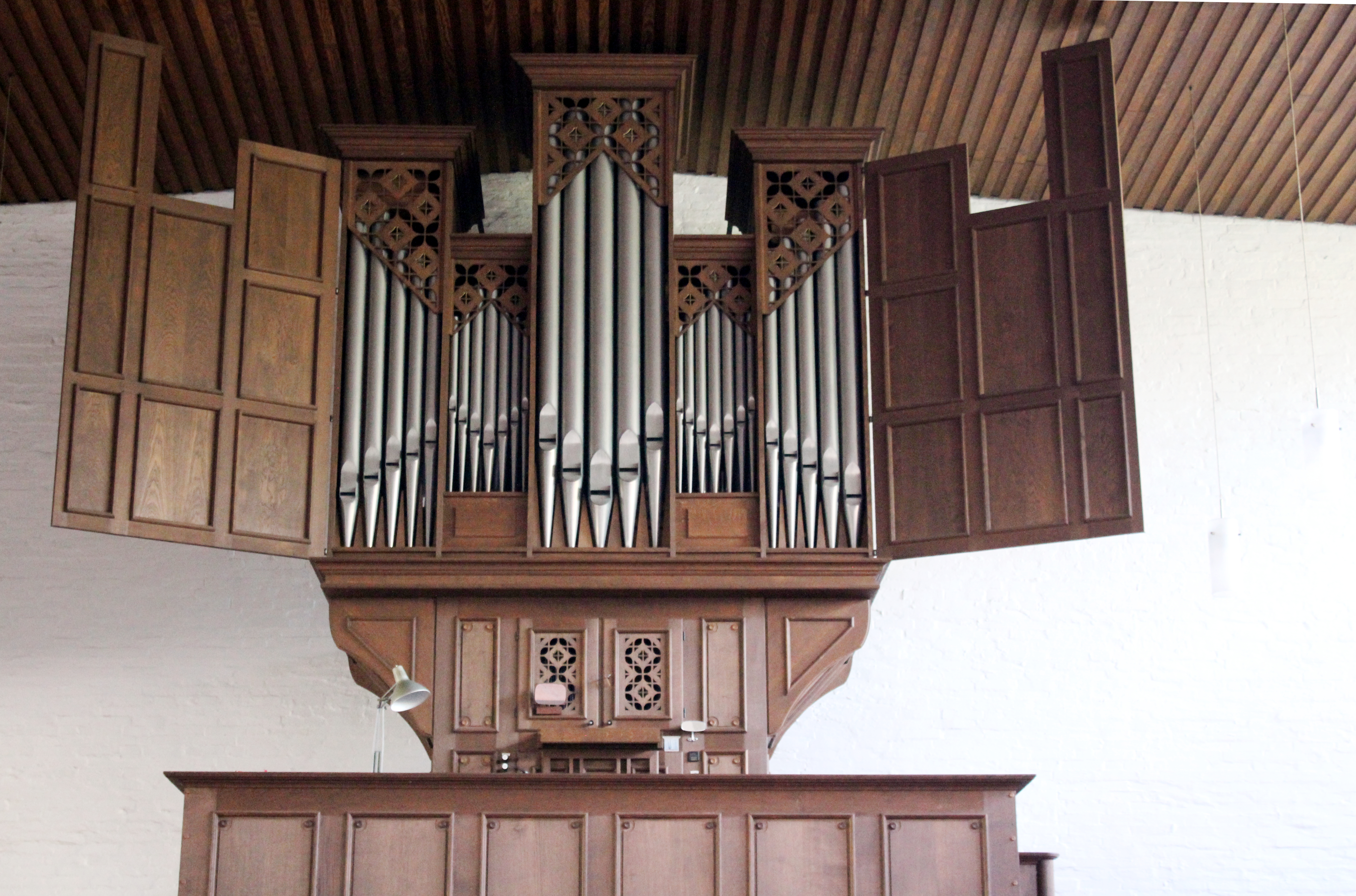
Orgel

Die Orgel der Firma Klaus Becker, Kupfermühle, stammt von 1981. Sie hat 13 Register auf zwei Manualen und Pedal.

## Glocken
Im Turm der Kirche hängt ein dreistimmiges Bronzegeläut, welches 1966 von Friedrich Wilhelm Schilling in Heidelberg gegossen wurde. Im Jahr 2017 wurde der Glockenstuhl von der Firma Otto-Buer aus Neustadt/Holstein saniert, seitdem hängt es in einem Holzglockenstuhl an Holzjochen. Das Geläut erklingt im Motiv Te-Deum.
| Nr. | Schlagton | Gewicht (kg) | Gießer                      | Gussjahr |
| --- | --------- | ------------ | --------------------------- | -------- |
| 1   | g1        | 723          | Friedrich Wilhelm Schilling | 1966     |
| 2   | b1        | 410          | Friedrich Wilhelm Schilling | 1966     |
| 3   | c2        | 295          | Friedrich Wilhelm Schilling | 1966     |